# Коронавірусна хвороба 2019 в Ісландії
Коронаві́русна хворо́ба 2020 у Ісландії — розповсюдження світової пандемії коронавірусу 2019 (COVID-19) територією Ісландії. Перший підтверджений випадок на території Ісландії було виявлено 28 лютого 2020 у столиці — Рейк'явіку.

## Хронологія

### 2020
7 березня в Ісландії оголосили надзвичайний стан.
Станом на 2 квітня виявлено 1,319 підтверджених випадків, з них 284 одужали та 4 летальних.
З травня заплановано поступове послаблення карантину. Так, з 4 травня громадські збори будуть обмежені до 50 осіб, також люди повинні будуть дотримуватися дистанції у два метри. Супермаркети та магазини зможуть приймати не більше 100 покупців одночасно.
Із середини червня кількість хворих зросла. Станом на 21 червня в країні було 7 осіб хворих на коронавірус.

### 2021
16 березня у країні було призупинено застосування вакцини AstraZeneca через можливі проблеми зі згортанням крові у пацієнтів після щеплення.
26 червня 2021 року Ісландія перша в Європі зняла всі коронавірусні обмеження. На цей час 87% населення було вакциновано, в країні перехворіло 6 637 осіб, померло 30.
20 грудня жінка під час авіарейсу до Рейк'явіку, самостійно провела експрес-тест, виявивши у себе коронавірус. Після цього вона добровільно провела п'ять годин у самоізоляції в туалеті літака. 